# John Lasseter

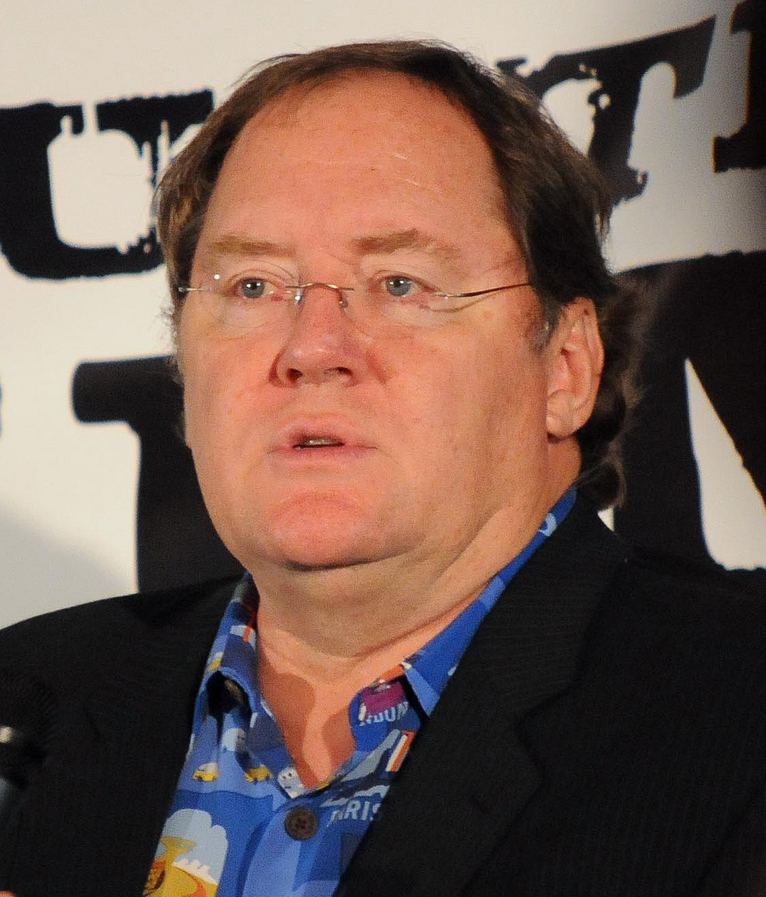
John Lasseter (2011)

John Alan Lasseter (* 12. Januar 1957 in Los Angeles, Kalifornien) ist ein US-amerikanischer Regisseur, Drehbuchautor und Produzent von Computeranimationsfilmen. 

## Leben
John Lasseter arbeitete schon während seines Kunststudiums am Californian Institute of the Arts bei der Walt Disney Company. Ab 1979 war er für fünf Jahre in der Firma beschäftigt und arbeitete als Animator an Filmen wie Cap und Capper. Inspiriert durch die ebenso innovative wie erfolglose Disney-Produktion Tron, versuchte sich Lasseter gemeinsam mit dem Animator Glen Keane an einem computeranimierten Trickfilm. 1984 besuchte Lasseter die special effects computer group von Lucasfilm und kündigte bei Disney. Lasseter gestaltete eine spektakuläre Szene für die Spielberg-Produktion Das Geheimnis des verborgenen Tempels (1985) und ließ einen gläsernen Ritter aus einem Kirchenfenster herausspringen und lebendig werden.
John Lasseter realisierte für die Pixar Animation Studios den computeranimierten Kurzfilm Luxo Jr., der 1986 nicht nur für den Oscar nominiert wurde und 1987 in Linz eine Nica erhielt, sondern seinem neuen Arbeitgeber Pixar mit der hüpfenden Lampe auch gleich ein einprägsames Firmensymbol bescherte. Im selben Jahr führten Steve Jobs und Edwin Catmull Pixar in die Selbständigkeit.
Im Jahr 1988 wurde er mit dem Prix Ars Electronica für Reds Traum in der Kategorie Computer Animation ausgezeichnet.
Nach weiteren Kurzfilmen wie dem oscarprämierten Tin Toy (1987) und Knick Knack (1989) entstand schließlich 1995 mit Toy Story unter der Regie von Lasseter und in Zusammenarbeit mit Disney der erste komplett computeranimierte Langfilm. Weitere Erfolge wie Das große Krabbeln, Toy Story 2, Die Monster AG und Findet Nemo folgten und verdrängten langsam aber sicher konventionell gezeichnete Trickfilme von den Hitlisten der Kinos. Nach Die Unglaublichen ist Cars, für den er 2007 den Golden Globe für den besten Animationsfilm erhielt und bei dem John Lasseter erstmals seit Toy Story 2 wieder Regie führte, der letzte Film in Zusammenarbeit mit Disney, da Pixar von Disney aufgekauft wurde. 2008 war Lasseter Produzent für WALL·E – Der Letzte räumt die Erde auf, ebenfalls ein Pixar-Film. Sein letzter Langfilm als Regisseur für Pixar war die Fortsetzung Cars 2 aus dem Jahr 2011.
In viele seiner Werke baute Lasseter als Insider-Witz einen Verweis auf Raum A113 ein.
Anfang September 2009 wurde Lasseter bei den 66. Filmfestspielen von Venedig gemeinsam mit seinen Berufskollegen Brad Bird, Pete Docter, Andrew Stanton und Lee Unkrich mit dem Goldenen Löwen für das Lebenswerk geehrt.
Die Werke Lasseters finden sich nicht nur in Filmproduktionen, so zeichnete er beispielsweise am 22. März 1988 den BSD-Daemon.
Seit 2007 ist Lasseter Mitglied der American Academy of Arts and Sciences.
Im Zuge der öffentlichen Debatte um sexuelle Belästigung in Hollywood, die im Herbst 2017 im Skandal um Harvey Weinstein gipfelte (siehe auch MeToo), wurden auch Vorwürfe gegen Lasseter bekannt. In direktem Zusammenhang mit diesen Vorwürfen wurde bekannt gegeben, dass Lasseter für zunächst sechs Monate seine Funktion als künstlerischer Leiter bei den Walt Disney Animation Studios und den Pixar Animation Studios ruhen lassen wird. Im Juni 2018 teilte der Disney-Konzern die Trennung von Lasseter mit. Er verließ das Unternehmen zum Jahresende und war bis dahin nur noch in beratender Funktion tätig.

## Filmografie (Auswahl)

### Regie
- 1986: Die kleine Lampe (Luxo Jr., Kurzfilm)
- 1988: Tin Toy (Kurzfilm)
- 1989: Knick Knack (Kurzfilm)
- 1995: Toy Story
- 1998: Das große Krabbeln (A Bug’s Life)
- 1999: Toy Story 2
- 2006: Cars
- 2011: Cars 2

### Drehbuch
(inkl. (Original) Story by)
- 1986: Die kleine Lampe (Luxo Jr., Kurzfilm)
- 1987: Reds Traum (Red’s Dream)
- 1988: Tin Toy (Kurzfilm)
- 1989: Knick Knack (Kurzfilm)
- 1995: Toy Story
- 1998: Das große Krabbeln (A Bug’s Life)
- 1999: Toy Story 2
- 2006: Cars
- 2010: Toy Story 3
- 2011: Cars 2
- 2013: Planes
- 2014: TinkerBell und die Piratenfee (The Pirate Fairy)
- 2019: A Toy Story: Alles hört auf kein Kommando (Toy Story 4)

### Produktion (meist ausführende Produktion)
- 2001: Die Monster AG (Monsters, Inc.)
- 2003: Findet Nemo (Finding Nemo)
- 2004: Die Unglaublichen – The Incredibles (The Incredibles)
- 2007: Ratatouille
- 2008: WALL·E – Der Letzte räumt die Erde auf (WALL·E)
- 2009: Oben (Up)
- 2010: Toy Story 3
- 2012: Merida – Legende der Highlands (Brave)
- 2013: Die Eiskönigin – Völlig unverfroren (Frozen)
- 2015: Alles steht Kopf (Inside Out)
- 2017: Coco – Lebendiger als das Leben! (Coco)
- 2022: Luck
- 2024: Spellbound

## Auszeichnungen (Auswahl)
- 1989: Oscar in der Kategorie Bester animierter Kurzfilm für Tin Toy
- 1996: Special Achievement Award für den ersten computeranimierten Spielfilm Toy Story
- 2007: Golden Globe in der Kategorie Bester Animationsfilm für Cars